# Asthenomacrurus fragilis
Asthenomacrurus fragilis es una especie de pez de la familia Macrouridae.

## Morfología
Los machos pueden llegar alcanzar los 20 cm de longitud total.

## Hábitat
Es un pez de aguas profundas que vive entre 1.330-3.336 m de profundidad.

## Distribución geográfica
Se encuentra en la Isla Malpelo (Colombia) y las Islas Galápagos.